# Krwistoborowik purpurowy

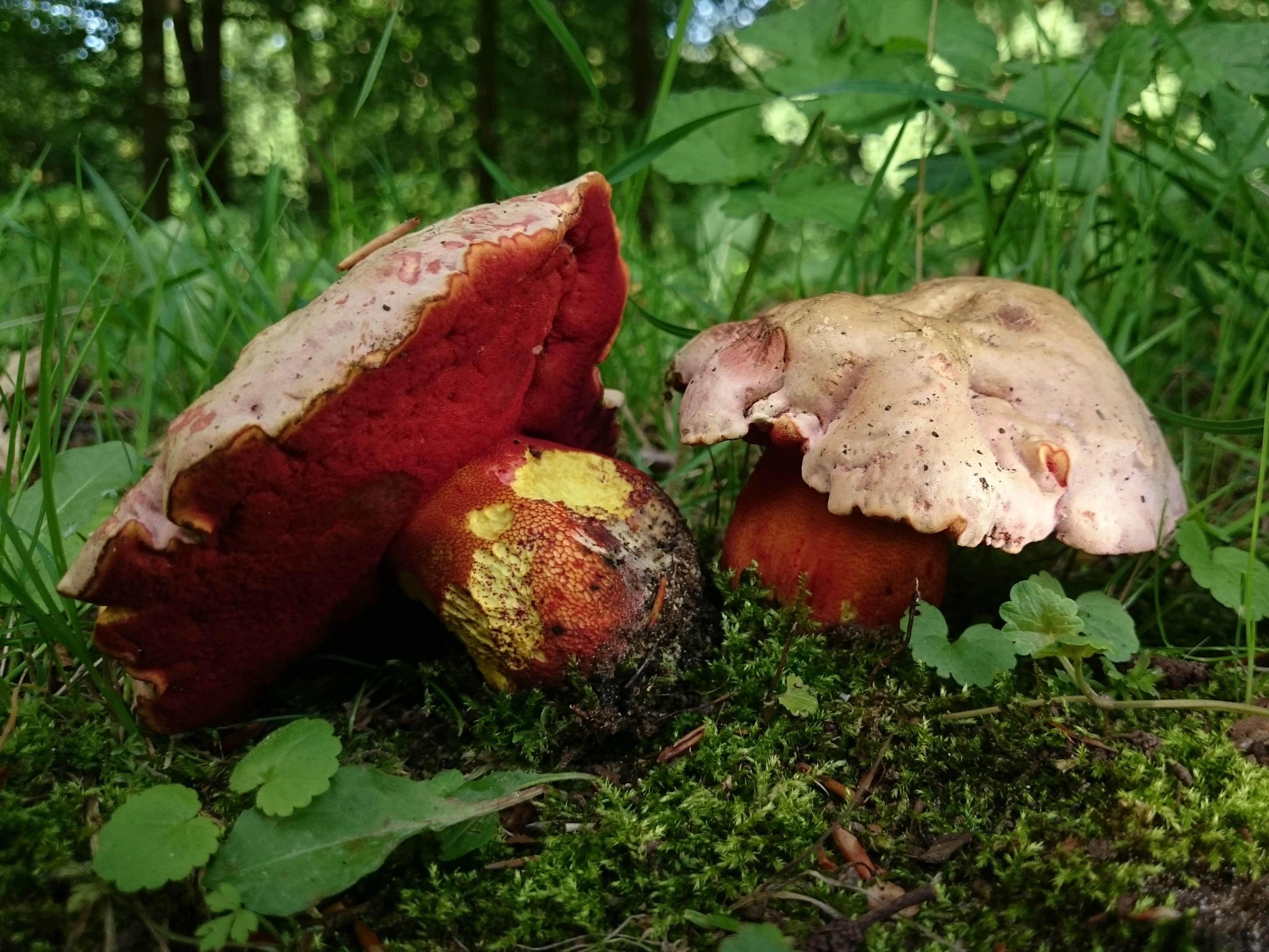

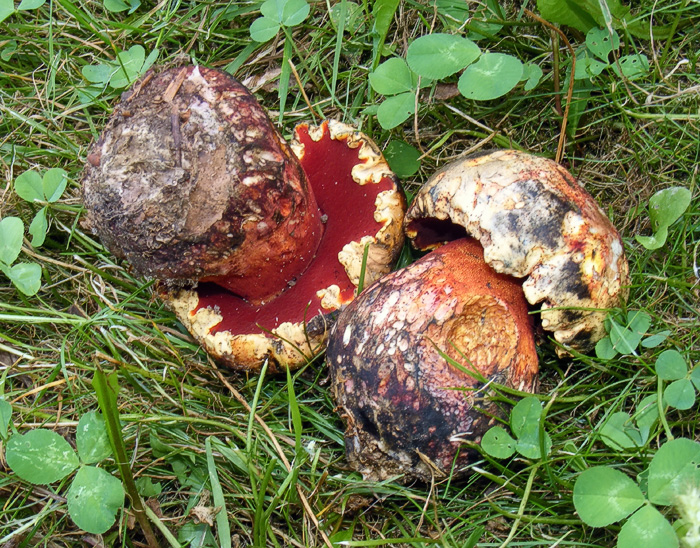

Krwistoborowik purpurowy, borowik purpurowy (Rubroboletus rhodoxanthus (Krombh.) Kuan Zhao & Zhu L. Yang) – gatunek grzybów z rodziny borowikowatych (Boletaceae).

## Systematyka i nazewnictwo
Pozycja w klasyfikacji według Index Fungorum: Rubroboletus, Boletaceae, Boletales, Agaricomycetidae, Agaricomycetes, Agaricomycotina, Basidiomycota, Fungi.
Po raz pierwszy takson ten zdiagnozował w roku 1836 Julius Vincenz von Krombholz w randze odmiany, nadając mu nazwę Boletus sanguineus var. rhodoxanthus. W 1925 r. Franz Joseph Kallenbach podniósł go do rangi gatunku borowika (Boletus). W ostatnich latach prowadzono badania filogenetyczne w obrębie rodzaju Boletus, w wyniku których jego systematyka uległa znacznej zmianie. W roku 2014 Kuan Zhao & Zhu L. Yang, przenieśli gatunek Boletus rhodoxanthus do nowo utworzonego rodzaju Rubroboletus.
Synonimy:
- Boletus rhodopurpureus var. rhodoxanthus (Krombh.) Bon 1985
- Boletus rhodoxanthus (Krombh.) Kallenb. 1925
- Boletus sanguineus var. rhodoxanthus Krombh. 1836[3].

Nazwę borowik purpurowy nadała Alina Skirgiełło w 1960 r. W polskim piśmiennictwie mykologicznym gatunek ten opisywany był też pod nazwami: grzyb trujący i borowik czerwonotrzonowy. Po zmianie nazwy naukowej nazwa polska stała się niespójna z nazwą naukową. W 2021 Komisja ds. Polskiego Nazewnictwa Grzybów Polskiego Towarzystwa Mykologicznego zarekomendowała używanie nazwy krwistoborowik purpurowy.

## Morfologia
Kapelusz
Ma średnicę 5–20 cm. Za młodu jest półkulisty, potem łukowaty, w końcu płaski, poduchowaty. Powierzchnia o barwie od białożółtawej do żółtobrązowej, początkowo pilśniowata, potem naga i gładka.
Hymenofor
Rurkowaty. Rurki przy trzonie wykrojone, początkowo żółte, potem żółtozielone. Po uszkodzeniu zmieniają barwę na sinozieloną. Pory drobne, u młodych okazów żółte, u starszych karminowoczerwone, w końcu brudnooliwkowe.
Trzon
Wysokość 5–12 cm, grubość 3–5 cm, u młodych okazów beczułkowaty, u starszych pałkowaty. Powierzchnia górą żółta z purpurową siateczką, dołem ma barwę od krwistoczerwonej do purpurowej i pokryta jest purpurową siateczką.
Miąższ
Bladożółty, po przecięciu zmieniający barwę na sinozieloną. Smak i zapach nieokreślony.
Gatunki podobne
- Krwistoborowik lubczykowy ma biały miąższ który sinieje na całej powierzchni przekroju[7].
- Krwistoborowik świerkowo-jodłowy (Rubroboletus rubrosanguineus) różni się delikatnie kolorami, występuje tylko w lasach iglastych, miąższ jak u borowika legalowej[8].
- Krwistoborowik szatański występuje w podobnych środowiskach, ale ma inny kolor kapelusza, inny rodzaj siateczki i również sinieje w całym przekroju[9].

## Występowanie i siedlisko
Znany jest tylko w Europie i Japonii. W Polsce gatunek rzadki. Znajduje się na Czerwonej liście roślin i grzybów Polski. Ma status E – gatunek wymierający. Znajduje się na czerwonych listach gatunków zagrożonych także w Austrii, Anglii, Belgii, Niemczech, Czechach, Norwegii, Holandii, Słowacji.
Rośnie na podobnych stanowiskach co krwistoborowik szatański, można go znaleźć w lasach liściastych, na wapieniach w ciepłych okolicach.

## Znaczenie
Naziemny grzyb mykoryzowy. Grzyb trujący.